# رایان آمو
رایان آمو (انگلیسی: Ryan Amoo؛ زادهٔ ۱۱ اکتبر ۱۹۸۳) بازیکن فوتبال اهل بریتانیا است.
از باشگاه‌هایی که در آن بازی کرده‌است می‌توان به باشگاه فوتبال باروو تاون، باشگاه فوتبال استون ویلا، باشگاه فوتبال لینکولن سیتی، باشگاه فوتبال استمفورد، باشگاه فوتبال بارول، باشگاه فوتبال تارنبی نیروانا، باشگاه فوتبال نورث‌همپتون تاون، و باشگاه فوتبال سولیهال مورس اشاره کرد.